# مارشال تیگ (راننده مسابقه)
مارشال پلیزنت تیگ (انگلیسی: Marshall Pleasant Teague؛ زادهٔ ۲۲ فوریهٔ ۱۹۲۱ در دیتونا بیچ، فلوریدا، درگذشتهٔ ۱۱ فوریهٔ ۱۹۵۹ در دیتونا بیچ، فلوریدا) رانندهٔ مسابقات اتومبیل‌رانی اهل ایالات متحده آمریکا بود که از فصل ۱۹۵۳ تا ۱۹۵۴، و دوباره از فصل ۱۹۵۶ تا ۱۹۵۸ در مجموع در پنج گراند پری از مسابقات جهانی فرمول یک شرکت کرد، اما موفق به کسب هیچ امتیازی نشد.
تیگ در ۱۱ فوریهٔ ۱۹۵۹ بر اثر تصادف رانندگی در زمان تلاش برای شکستن رکورد سرعت در پیست بسته در دیتونا بیچ، فلوریدا درگذشت.